# Chiclana de Segura
Chiclana de Segura é um município da Espanha na província de Jaén, comunidade autónoma da Andaluzia, de área 233,7 km² com população de 900 habitantes (2008) e densidade populacional de 5,30 hab/km².

## Demografia
| Variação demográfica do município entre 1991 e 2004 | Variação demográfica do município entre 1991 e 2004 | Variação demográfica do município entre 1991 e 2004 | Variação demográfica do município entre 1991 e 2004 |
| --------------------------------------------------- | --------------------------------------------------- | --------------------------------------------------- | --------------------------------------------------- |
| 1991                                                | 1996                                                | 2001                                                | 2004                                                |
| 1687                                                | 1679                                                | 1214                                                | 1249                                                |